# 梅爾希瑙附近布斯維爾

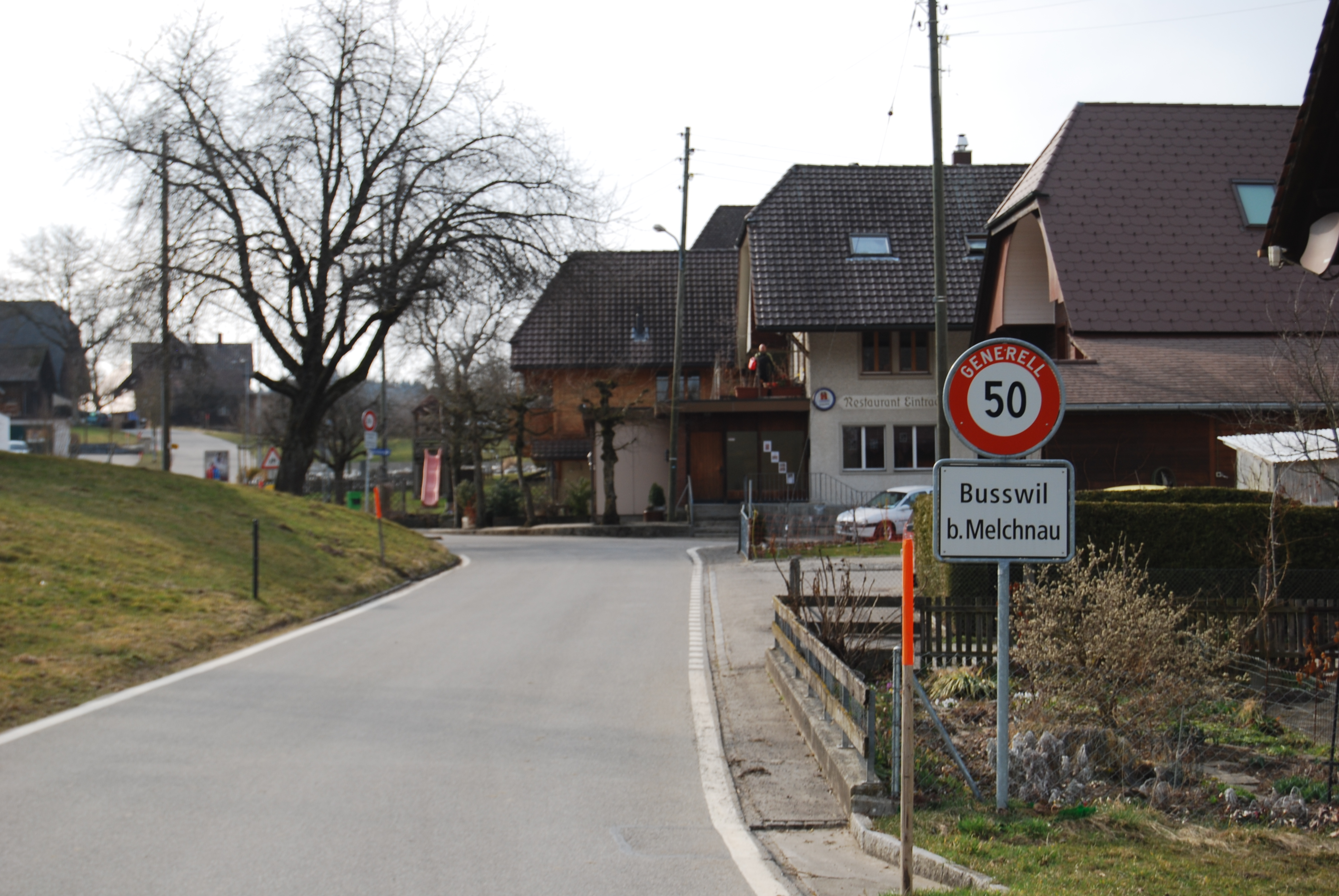

梅爾希瑙附近布斯維爾是瑞士的城鎮，位於該國中部，由伯恩州負責管轄，面積2.87平方公里，海拔高度559米，2011年人口204，八成半人口信奉基督教，人口密度每平方公里71人。